# 邁丹 (季夫里夫區)
48°59′15″N 28°24′56″E / 48.98750°N 28.41556°E
邁丹（烏克蘭語：Майдан），是烏克蘭的村落，位於該國西南部文尼察州，由文尼察區負責管轄，始建於1689年，面積0.2平方公里，海拔高度285米，2001年人口58，人口密度每平方公里290人。